# Кінське ім'я

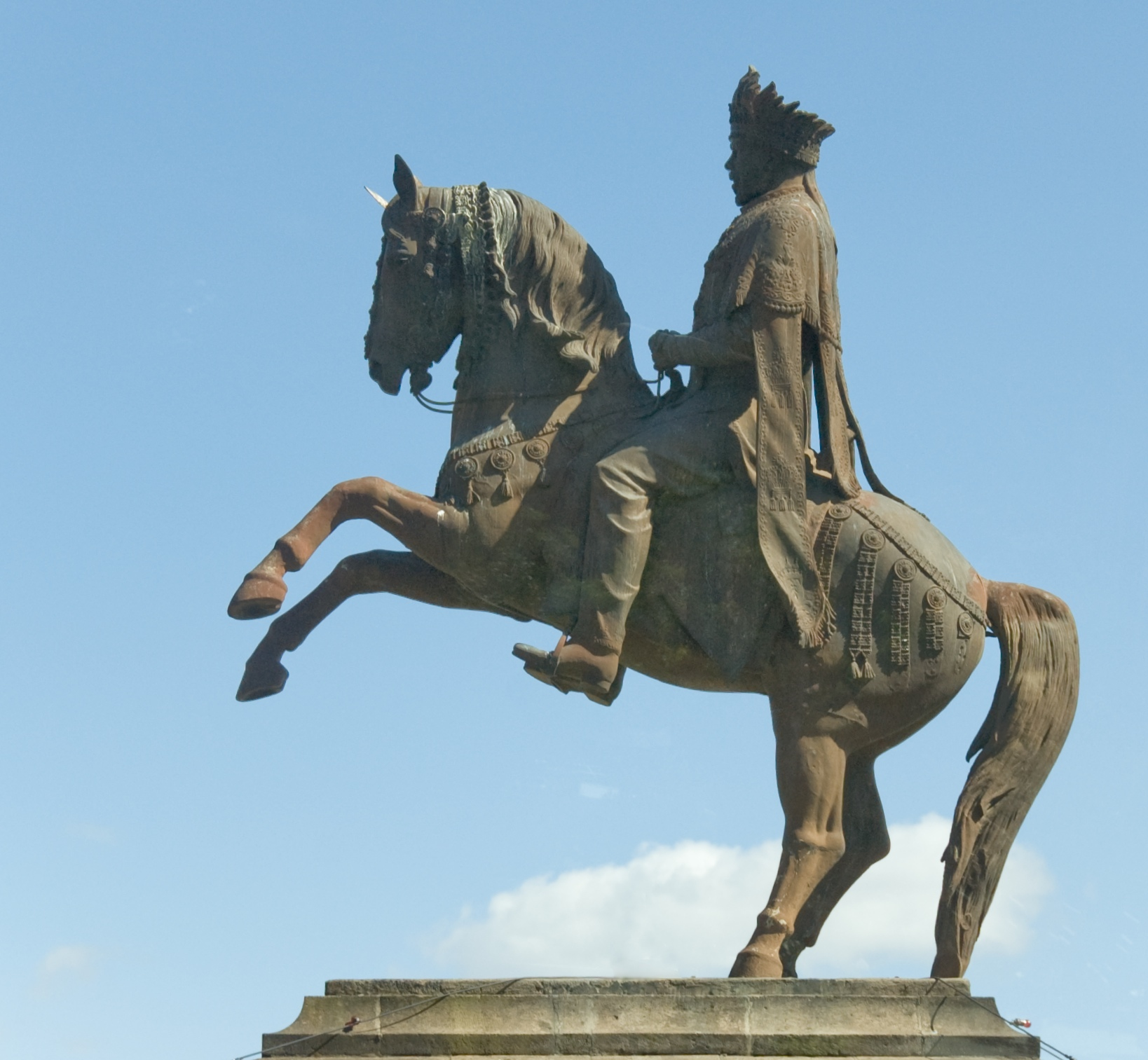
Статуя імператора Менеліка II, завойовника Адви. Кінське ім'я Менеліка було Абба Даґнев.

Кінське ім'я — другорядний шляхетський титул або славетне ім'я членів ефіопської королівської родини; у деяких випадках «кінське ім'я» ставало єдиним відомим ім'ям правителя. Ім'я набувало вигляду «батько X», де «X» — ім'я бойового коня людини-хазяїна.
Нижче наведено список деяких відомих кінських імен ефіопської знаті:
| Ім'я                   | Звання            | Кінське ім'я | Дослівне/приблизне значення | Примітки                                                          | Джерела     |
| ---------------------- | ----------------- | ------------ | --------------------------- | ----------------------------------------------------------------- | ----------- |
| Алула Енґіда           | Рас               | Абба Неґа    |                             | Аеропорт Алула-Аба-Неґа названо на його честь та ім'ям його коня. |             |
| Балча Сафо             | Деджазмач         | Абба Нефсо   | Батько душі                 |                                                                   | [ 1 ]       |
| Белай Зелеке           | Деджазмач         | Абба Костер  | Батько стрільця             |                                                                   | [ 2 ]       |
| Ґермаме                | Деджазмач         | Абба Мала    |                             |                                                                   | [ 3 ]       |
| Хабте Ґійорґіс Дінаґде | Фітаврарі         | Абба Мечал   | Батько терпимості           |                                                                   | [ 1 ]       |
| Хайле Мар'ям Ґебре     | Деджазмач         | Абба Даммана | Батько хмари                |                                                                   | [ 4 ]       |
| Лул Сеґед              | Рас               | Абба Балай   |                             |                                                                   |             |
| Менелік II             | Імператор Ефіопії | Абба Даґнев  | Батько справедливості       |                                                                   | [ 1 ]       |
| Сабаґадіс Волду        | Деджазмач         | Абба Ґарай   |                             |                                                                   | [ 5 ]       |
| Текле Хайманот         | Неґус ґоджамський | Абба Танна   |                             |                                                                   | [ 6 ]       |
| Тессема Надев          | Рас бітводдед     | Абба Камав   |                             |                                                                   | [ 7 ]       |
| Велде Ґійорґіс Абоє    | Неґус ґондарський | Абба Саґґад  | Батько полководства         |                                                                   | [ 8 ] [ 1 ] |
| Йоганнис IV            | Імператор Ефіопії | Абба Безібіз | Батько грабіжництва         |                                                                   | [ 1 ]       |